# Медаль військовополоненого (США)
Меда́ль військовополоне́ного (США) (англ. Prisoner of War Medal) — військова нагорода США. Нагорода вручається особам, які потрапили до полону після 5 квітня 1917 (дата вступу США у Першу світову війну).